# Madelyn Marie
Madelyn Marie (West Point, New York, 1987. január 28. –) amerikai pornószínésznő.
2008-ban, 21 évesen csatlakozott rá a szakmára. Tanulmányait az orvosi területen folytatta. Kaliforniában végezte iskoláját. A következő cégeknek dolgozott:  Pure Play Media, Digital Sin, Wicked Pictures, Brazzers, Evil Angel, Reality Kings, Bang Productions. Melleit plasztikáztatta. 2012-ben AVN-díjra jelölték a Barátnők 3-ban filmben nyújtott csoportos jelenete miatt. Volt jelölve XBIZ-díjra és FAME-díjra is.

## Válogatott filmográfia
| - 2013 Teenage Rebellion (video) - 2011 Tara's Titties (video) - 2011 Girlfriends 3 (video) - 2011 Nurses (video) - 2011 All Internal 15 (video) | - 2010 BATFXXX: Dark Night Parody (video) - 2010 Bonny & Clide (video) - 2010 Girls Can't Think Straight #3 (video) - 2010 Molly's Life, Vol. 4 (video) - 2010 Hocus Pocus XXX (video) |